# 三爪子
三爪子，日治初期曾誤寫為三瓜子，是新北市瑞芳區的一個地名，位於該區中部偏南。相較於今日行政區，其範圍大致包括東和里、爪峯里、新峰里、光復里、碩仁里不含東北部凸出部分的東北半部。

## 歷史
台灣清治末期，三爪子地區為一街庄，稱為「三爪子庄」（日治初期曾誤寫為「三瓜子庄」），隸屬於石碇堡。該庄北與龍潭堵庄、柑仔瀨庄為鄰，東與九芎橋庄、猴洞庄、石壁坑庄、武丹坑庄為鄰，南邊為平林庄，西邊為什份藔庄、𫙮魚坑庄。
1901年（日治明治三十四年）11月，該庄隸屬於基隆廳，編入第二十一區。1905年（明治三十八年）7月，第二十一區改名「𫙮魚坑區」。1920年（大正九年），該庄改制為「三爪子」大字，隸屬於臺北州基隆郡瑞芳街，大字下有「堅石」、「三爪子坑」、「員山子」、「蛇子形」、「坪林」、「魚寮子」、「烏塗坑」、「柴寮子」、「中坑」、「新路尾」小字名。
戰後瑞芳街改制為瑞芳鎮，隸屬於臺北縣，大字亦改制為里。2010年12月，臺北縣升格為新北市，瑞芳鎮改制為瑞芳區。

## 交通
台鐵宜蘭線經過三爪子地區東部，設有猴硐車站、三貂嶺車站。由此等往南轉東南可前往宜蘭、羅東、花蓮、台東等地，往北轉西可在七堵車站連接縱貫線以前往基隆、台北、桃園、新竹、苗栗及中南部各地。
省道台2丁線經過本地區西北部邊界地帶，往東可前往瑞芳，往西可前往暖暖、八堵。

## 學校
- 瑞芳國中